# Râul Volovăț, Prut
Râul Volovăț este un curs de apă, afluent al râului Prut.

## Hărți
- Harta județului Botoșani